# Cantuaria sinclairi
Cantuaria sinclairi là một loài nhện trong họ Idiopidae.
Loài này thuộc chi Cantuaria. Cantuaria sinclairi được Raymond Robert Forster miêu tả năm 1968.